# Dušan Marinčič
Dušan Marinčič, slovenski častnik in krizni menedžer, * 19. februar 1960.

## Življenjepis
Leta 1982 je končal šolanje na Mornariški vojaški akademiji v Splitu; nato pa je postal še kapitan dolge plovbe (1999) in opravil magisterij (2002) in doktorat (2005) na Fakulteti za družbene vede v Ljubljani.
Leta 1991 je prestopil v TO RS; do leta 1999 je bil dodeljen Centru vojaških šol, kjer je predaval na Šoli za podčastnike, na Šoli za častnike in Poveljniško štabni šoli. Nato je v letih 1999−2005 vodja Oddelka za raziskave in simulacije (ORiS), nato pa član Oddelka za načrtovanje sil na strateški ravni SV (2005–06),...
Polkovnik Marinčič je bivši načelnik ORiSa.
Leta 2010 se je upokojil in ustanovil svoje podjetje.

## Vojaška kariera
- načelnik ORiSa (2002)
- pomočnik poveljnika Perun 2001 (november 2001)